# Digimon Frontier: Kodai Digimon Fukkatsu!!
Digimon Frontier: Kodai Digimon Fukkatsu!! (jap. デジモンフロンティア 古代デジモン復活!!) ist ein Anime-Film aus dem Jahr 2002. Es handelt sich um den siebten von neun Filmen, die zum Digimon-Franchise gehören bzw. um den ersten und einzigen Film zur vierten Digimon-Serie Digimon Frontier. Das Animationsstudio Tōei Animation produzierte den Film.

## Handlung
Die Auserkorenen (Digiritter): Takuya Kanbara, Kōji Minamoto, Izumi Orimoto (Zoe Ayamoto), Tomoki Himi (Tommy Hyomi) Junpei Shibayama (J.P.) und ihre Begleiter Bokomon und Neemon reisen auf einem Trailmon durch die Digiwelt, bis eine herabsetzende Insel auftaucht und die Gruppe trennt. Während Takuya, Tomoki, Junpei, Bokomon und Neemon auf menschenähnliche Digimon treffen, begegnen Kōji und Izumi die tierähnlichen Digimon. Dank der Hilfe von Kotemon und Bearmon werden sie wieder vereint und erfahren, dass sie sich auf einer Insel befinden. Es stellt sich dort heraus, dass die von D’Arcmon angeführten menschenähnlichen Digimon und die tierähnlichen Digimon, angeführt von HippoGryphomon, untereinander schon lange einen erbitterten Krieg führen. Bearmon und Kotemon bringen die Kinder in eine alte Höhle, in der sie antike Wandbemalungen eines großen Vogels namens Ornismon und den legendären Urdigimon AncientGreymon und AncientGarurumon finden. Tomoki, Bokomon, Neemon, Bearmon und Kotemon versuchen die altberühmten Rätsel um Ornismon zu entziffern. Es kommt erneut zum Gefecht zwischen beiden Parteien. Viele Digimon kommen ums Leben. Während Kōji und Takuya sich stets bemühen den Kampf zu beenden, erfahren Izumi und Junpei zufällig, dass D’Arcmon und HippoGryphomon ein und dasselbe Digimon sind. D’Arcmon / HippoGryphomon offenbart sich als Murmuxmon. Dabei stellt sich heraus, dass der Krieg zwischen den Tier- und den Menschendigimon ein Komplott war. Die Digicodes (D-Codes) aller gefallenen Digimon werden aufgesammelt, um Ornismon, welches vor Urzeiten von AncientGreymon und AncientGarurumon verbannt wurde, wiederzubeleben. Murmuxmon und Ornismon beginnen mit ihrem Feldzug der Vernichtung. Die Auserkorenen versuchen dem Schrecken ein Ende zu setzen. Dabei verliert Kotemon sein Leben. Durch dessen Tod werden AncientGreymon und AncientGarurumon erweckt. Letztendlich wird Murmuxmon besiegt und Ornismon von den beiden legendären Urdigimon zerstört. Zwischen beiden Völkern kehrt wieder Frieden ein und Takuya und Co. verabschieden sich von ihren neuen Freunden und setzen ihre Reise durch die digitale Welt fort.

## Veröffentlichungen
Zusammen mit den beiden Anime-Filmen Kinnikuman Nisei: Muscle Ninjin Sōdatsu! Chōjin Daisensō und Gekito! Crush Gear Turbo – Kaiserburn no Chōsen! kam Digimon Frontier – Kodai Digimon Fukkatsu!! im Rahmen der Tōei Summer Anime Fair 2002 am 20. Juli 2002 in die japanischen Kinos und spielte dort 800 Millionen Yen ein. Im Vergleich zu ihren Vorgängern, der Tōei Summer Anime Fair 2001 und der Tōei Spring Anime Fair 2002, welche jeweils etwa 2 Milliarden Yen einspielten, wurde die Tōei Summer Anime Fair 2002 als kommerziellen Reinfall erachtet.
Digimon Frontier – Kodai Digimon Fukkatsu!! erschien in Japan am 6. Dezember 2002 als Verleihversion (Code: DRTD-02157) für 6300 Yen, und am 21. März 2003 als Kaufversion (Code: DSTD-02157) für 4725 Yen auf DVD. Als Extra auf der DVD befinden sich Interviews, Trailers und Werbespots.
Die englischsprachige Erstausstrahlung des Filmes in den Vereinigten Staaten war am 23. Oktober 2005 um 15:00 Uhr auf dem Sender Toon Disney zu sehen. Sie lief unter dem Titel Digimon: Island of the Lost Digimon. Die US-amerikanische Synchronisation des Filmes wurde, wie auch bei drei anderen Digimon-Filmen Digimon Adventure 02 – Diablomon no Gyakushū, Digimon Tamers – Bōkensha Tachi no Tatakai und Digimon Tamers – Bōsō Digimon Tokkyū, im Auftrag der Walt Disney Company von der Filmproduktionsgesellschaft Studiopolis Inc. erstellt. Viele ehemalige Mitarbeiter und Synchronsprecher des im Oktober 2001 von Disney übernommenen Synchronstudios Saban Entertainment waren an der Produktion beteiligt.

## Musik
Für den Abspann des Films wurde der etwa 90-sekündige Digimon-Frontier-Vorspanntitel FIRE! von Kōji Wada verwendet.